# Sydowiellaceae

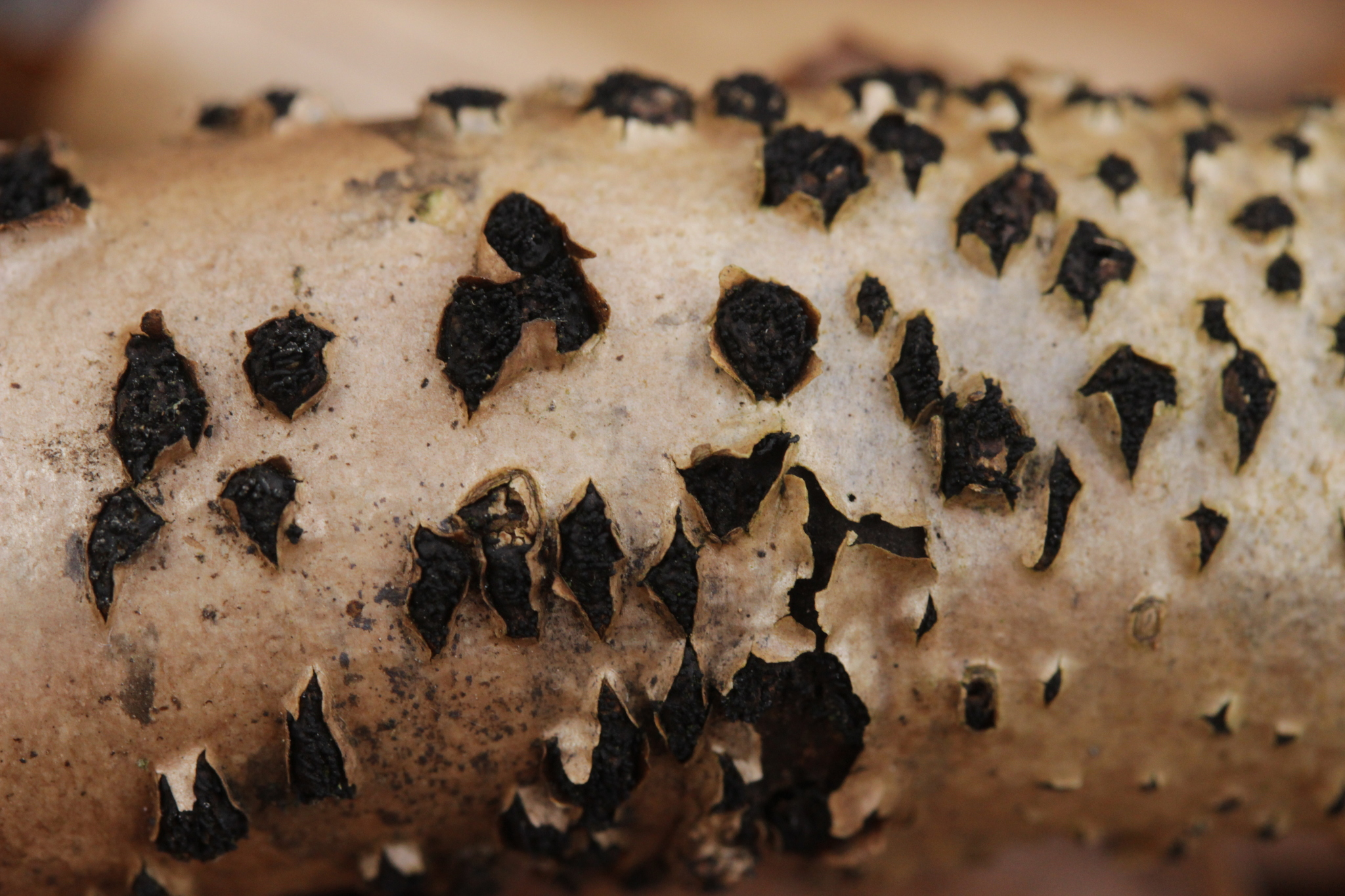
Sillia ferruginea sobre una superficie

Sydowiellaceae es una familia de  hongos en el orden Diaporthales.

## Géneros
- Cainiella[1]
- Chapeckia
- Hapalocystis
- Sillia
- Stegophora
- Sydowiella
- Tunstallia